# Robur Siena 2018-2019
Questa voce raccoglie le informazioni riguardanti la Robur Siena nelle competizioni ufficiali della stagione 2018-2019.

## Stagione
Nella stagione 2018-2019 la Robur Siena disputa il girone A del campionato di Serie C, raccoglie 63 punti con il quinto posto finale. Nel primo turno dei Play-off perde (0-1) con il Novara. Salgono l'Entella che con 75 punti ha vinto il campionato ed il Pisa che ha vinto i Play-off. La squadra bianconera allenata da Michele Mignani parte lenta, al termine del girone di andata con 26 punti è a metà classifica, cresce nel girone di ritorno, ottenendo 37 punti, ma nel momento topico dei Play-off si è fatta sorprendere dal Novara, che in campionato aveva 13 punti meno dei senesi. Ettore Gliozzi arrivato dal Padova, firma 15 reti in campionato. La Robur partecipa alla Coppa Italia Tim Cup dove nel primo turno elimina (2-0) la Sicula Leonzio, poi nel secondo turno viene nettamente superata (3-0) dalla Virtus Entella. Mentre nella Coppa Italia di Serie C esce nei sedicesimi, pareggiando (2-2) a Pontedera, ma perdendo ai rigori (5-4).

## Divise e sponsor
Lo sponsor tecnico per la stagione 2018-2019 è Joma, mentre lo sponsor ufficiale è Piccini.
| Casa | Trasferta | Terza divisa |

## Organigramma societario

### Staff tecnico
Dal sito web della società.
Area tecnica
- Michele Mignani - Allenatore
- Simone Vergassola - Vice allenatore
- Massimo Gazzoli - Preparatore dei portieri
- Alessandro Signorini - Collaboratore tecnico
- Riccardo Tappa Brocci - Collaboratore tecnico
- Marco Coralli - Preparatore atletico
- Lorenzo Spina - Preparatore atletico

Area sanitaria
- Domenico di Mambro - Responsabile sanitario
- Anna Rita Mirarchi - Medico sociale
- Beatrice Berti - Medico
- Alessio Gori - Fisioterapista
- Andrea Aldinucci - Fisioterapista
- David Betti - Recupero infortunati
- Leonardo Cavaliere - Collaboratore fisioterapisti
- Ezio Targi - Massaggiatore
- Federico Ferrandi - Nutrizionista
- Cecilia Lucenti - Medico agopuntore

Altri
- Ivan Sarra - Team manager

## Rosa
| N. |                   | Ruolo | Calciatore           |
| -- | ----------------- | ----- | -------------------- |
| 1  | Italia (bandiera) | P     | Nikita Contini       |
| 2  | Italia (bandiera) | D     | Eros De Santis       |
| 3  | Italia (bandiera) | D     | Luca Zanon           |
| 4  | Italia (bandiera) | C     | Tommaso Arrigoni     |
| 5  | Italia (bandiera) | D     | Dario D'Ambrosio     |
| 6  | Italia (bandiera) | C     | Stefano Guberti      |
| 7  | Italia (bandiera) | A     | Alessandro Cesarini  |
| 8  | Italia (bandiera) | C     | Danilo Bulevardi     |
| 9  | Italia (bandiera) | A     | Ettore Gliozzi       |
| 10 | Italia (bandiera) | A     | Mattia Aramu         |
| 11 | Italia (bandiera) | C     | Lorenzo Di Livio     |
| 12 | Italia (bandiera) | P     | Christian Cefariello |
| 13 | Italia (bandiera) | D     | Marco Rossi          |
| 14 | Italia (bandiera) | D     | Mirko Romagnoli      |

| N. |                   | Ruolo | Calciatore         |
| -- | ----------------- | ----- | ------------------ |
| 15 | Italia (bandiera) | D     | Nicola Belmonte    |
| 16 | Italia (bandiera) | C     | Fabio Gerli        |
| 17 | Italia (bandiera) | C     | Alessio Cristiani  |
| 18 | Italia (bandiera) | A     | Michael Fabbro     |
| 19 | Italia (bandiera) | D     | Michele Russo      |
| 20 | Italia (bandiera) | C     | Giovanni Sbrissa   |
| 21 | Italia (bandiera) | A     | Manuel Perri       |
| 22 | Italia (bandiera) | P     | Michele Nardi      |
| 23 | Italia (bandiera) | D     | Matteo Brumat      |
| 24 | Italia (bandiera) | A     | Pietro Cianci      |
| 25 | Italia (bandiera) | C     | Francesco Vassallo |
| 26 | Italia (bandiera) | D     | Marco Imperiale    |
| 27 | Italia (bandiera) | D     | Niccolò Bonechi    |
|    | Italia (bandiera) | P     | Riccardo Melgrati  |

## Risultati

### Serie C

#### Girone di andata
| Piacenza 28 novembre 2018, ore 14:30 CET 1ª giornata | Pro Piacenza   | – Gara annullata per il ritiro del Pro Piacenza dal torneo. referto | Siena | Stadio Leonardo Garilli (150 spett.)\| Arbitro: \| Saia (Palermo) \| |
| Arbitro:                                             | Saia (Palermo) |                                                                     |       |                                                                      |

| Arbitro: | Carella (Bari) |

|             |           |  |
| Gliozzi 47’ | Marcatori |  |

| Arbitro: | Zufferli (Udine) |

|           |           |              |
| Gucci 69’ | Marcatori | 40’ M. Russo |

| Siena 30 settembre 2018, ore 20:30 CEST 4ª giornata | Siena               | 0 – 0 referto | Pontedera | Stadio Artemio Franchi (2 327 spett.)\| Arbitro: \| Angelucci (Foligno) \| |
| Arbitro:                                            | Angelucci (Foligno) |               |           |                                                                            |

| Siena 7 ottobre 2018, ore 20:30 CEST 5ª giornata | Siena             | 0 – 0 referto | Arezzo | Stadio Artemio Franchi (3 350 spett.)\| Arbitro: \| Amabile (Vicenza) \| |
| Arbitro:                                         | Amabile (Vicenza) |               |        |                                                                          |

| Arbitro: | Marchetti (Ostia Lido) |

|             |           |             |
| De Luca 39’ | Marcatori | 64’ Gliozzi |

| Arbitro: | Donda (Cormons) |

|              |           |          |
| M. Russo 51’ | Marcatori | 7’ Kanis |

| Arbitro: | Natilla (Molfetta) |

|                        |           |                      |
| Pereira 5’ Mavididi 9’ | Marcatori | 39’ Cianci 46’ Aramu |

| Arbitro: | Bitonti (Bologna) |

|                                  |           |                                             |
| D'Ambrosio 3’ Gliozzi 21’ (rig.) | Marcatori | 27’, 45+1’ (rig.) Luperini 32’ El Kaouakibi |

| Arbitro: | Sozza (Seregno) |

|                                       |           |           |
| Rolando 44’ (rig.) Rolfini 57’ (rig.) | Marcatori | 26’ Aramu |

| Arbitro: | Cascone (Nocera Inferiore) |

|  |           |                                 |
|  | Marcatori | 45+3’ Germano 88’ (aut.) Brumat |

| Arbitro: | Clerico (Torino) |

|                              |           |                                    |
| Madrigali 21’ Sorrentino 37’ | Marcatori | 10’ Gliozzi 16’ Guberti 82’ Fabbro |

| Arbitro: | Carrione (Castellammare di Stabia) |

|            |           |  |
| Cianci 84’ | Marcatori |  |

| Arbitro: | Luciani (Roma) |

|                         |           |            |
| R. Pandolfi 15’ Moi 64’ | Marcatori | 72’ Cianci |

| Olbia 9 dicembre 2018, ore 14:30 CET 15ª giornata | Olbia           | 0 – 0 | Siena | Stadio Bruno Nespoli\| Arbitro: \| Di Graci (Como) \| |
| Arbitro:                                          | Di Graci (Como) |       |       |                                                       |

| Arbitro: | Gualtieri (Asti) |

|                                                           |           |                |
| Gliozzi 45’ (rig.) M. Rossi 48’ Arrigoni 63’ Cianci 90+2’ | Marcatori | 32’ Martignago |

| Arbitro: | Di Cairano (Ariano Irpino) |

|             |           |                        |
| Coralli 79’ | Marcatori | 8’ Vassallo 80’ Cianci |

| Arbitro: | Tremolada (Monza) |

|             |           |                |
| Guberti 86’ | Marcatori | 37’ N. Schiavi |

| Arbitro: | Ayroldi (Molfetta) |

|  |           |                    |
|  | Marcatori | 44’ (rig.) Gliozzi |

#### Girone di ritorno
| 30 dicembre 2018, ore 14:30 CET 20ª giornata | Siena | 3 – 0 Partita assegnata (3-0) per il ritiro del Pro Piacenza dal torneo. | Pro Piacenza |  |

| Arbitro: | Camplone (Pescara) |

|                         |           |                          |
| Minesso 44’ Masucci 61’ | Marcatori | 45+1’ Gliozzi 48’ Fabbro |

| Arbitro: | Pasciuta (Agrigento) |

|              |           |  |
| M. Russo 75’ | Marcatori |  |

| Arbitro: | G. Miele (Nola) |

|                                       |           |                              |
| Benedetti 6’ Caponi 28’ Tommasini 78’ | Marcatori | 7’, 58’ Gliozzi 54’ Vassallo |

| Arbitro: | Robilotta (Sala Consilina) |

|                                        |           |                                               |
| Serrotti 21’ Cutolo 33’ M. Rolando 65’ | Marcatori | 86’ (rig.), 90’ (rig.) Guberti 90+2’ Arrigoni |

| Arbitro: | Carella (Bari) |

|                                      |           |               |
| D'Ambrosio 24’ Aramu 54’ Gliozzi 60’ | Marcatori | 56’ Chiarello |

| Arbitro: | Pashuku (Albano Laziale) |

|                     |           |           |
| M. Rossi 26’ (aut.) | Marcatori | 56’ Aramu |

| Arbitro: | Guida (Salerno) |

|                                         |           |                              |
| Masciangelo 12’ (aut.) Guberti 51’, 77’ | Marcatori | 10’ Zanimacchia 27’ Mavididi |

| Arbitro: | Zufferli (Udine) |

|  |           |                     |
|  | Marcatori | 62’ Gerli 71’ Aramu |

| Arbitro: | Arace (Lugo di Romagna) |

|             |           |  |
| Gliozzi 27’ | Marcatori |  |

| Arbitro: | Colombo (Como) |

|           |           |           |
| Berra 11’ | Marcatori | 51’ Gerli |

| Arbitro: | D. Miele (Torino) |

|           |           |  |
| Aramu 79’ | Marcatori |  |

| Chiavari 14 aprile 2019, ore CEST 32ª giornata | Virtus Entella   | 0 – 0 | Siena | Stadio comunale di Chiavari\| Arbitro: \| Vigile (Cosenza) \| |
| Arbitro:                                       | Vigile (Cosenza) |       |       |                                                               |

| Arbitro: | Maranesi (Ciampino) |

|            |           |                            |
| Fabbro 85’ | Marcatori | 41’, 64’, 90+6’ G. Cecconi |

| Arbitro: | Giordano (Novara) |

|                 |           |  |
| A. Cesarini 88’ | Marcatori |  |

| Arbitro: | Rutella (Enna) |

|                                 |           |                           |
| Martignago 60’, 75’ Moretti 80’ | Marcatori | 25’, 90+4’ (rig.) Gliozzi |

| Arbitro: | Cudini (Fermo) |

|                                           |           |  |
| Aramu 26’ Arrigoni 55’ Gliozzi 65’ (rig.) | Marcatori |  |

| Arbitro: | Maggio (Lodi) |

|                                  |           |                             |
| Gonzalez 40’ Eusepi 90+5’ (rig.) | Marcatori | 37’ M. Romagnoli 74’ Cianci |

| Arbitro: | Camplone (Pescara) |

|                        |           |  |
| Cianci 56’ Gliozzi 65’ | Marcatori |  |

### Play-off
| Arbitro: | Robilotta (Sala Consilina) |

|  |           |           |
|  | Marcatori | 79’ Cacia |

### Coppa Italia Tim Cup
| Arbitro: | D'Ascanio (Ancona) |

|                                 |           |  |
| Bulevardi 48’ Neglia 62’ (rig.) | Marcatori |  |

| Arbitro: | Piscopo (Imperia) |

|                                        |           |  |
| Belli 20’ T. Petrovic 32’ Di Paola 60’ | Marcatori |  |

### Coppa Italia Serie C
| Arbitro: | Pirrotta (Barcellona Pozzo di Gotto) |

|                                           |                      |                                            |
| Riccio 57’ Raimo 16’                      | Marcatori            | 3’ Aramu 15+3’ Gliozzi                     |
| Giuliani Fontanesi Caponi Masetti Bardini | Tiri di rigore 5 – 4 | Di Livio Arrigoni Bulevardi Gliozzi Fabbro |